# Route nationale 1019
Die N1019 war bis 2019 eine Route nationale, die von der Grenze des Département Territoire de Belfort zum Département Haute-Saône zur Schweizer Grenze führte. Die Strecke ist ab dem Kreuz mit der Autoroute A 36 als Europastraße 27 ausgeschildert.
Seit 2019 ist die Strecke als Route nationale 19 ausgewiesen. Sie ist weitgehend für beide Fahrtrichtungen mit zwei Fahrstreifen erbaut.

## Verlauf
Die frühere N 1019 begann an der Départementsgrenze zur Haute-Saône bei Banvillars. Die Strecke führt dann südlich von Belfort zum Autobahnkreuz mit der A 36 entlang und quert den Rhein-Rhône-Kanal. Bei der Ortschaft Delle erreicht die Strecke dann die Grenze zur Schweiz und geht dort in die Autobahn A16 über.